# ماركوس هوسويلير
ماركوس هوسويلير (بالألمانية: Markus Hausweiler)‏ (15 أبريل 1976 بنويس في ألمانيا - ) هو لاعب كرة قدم ألماني في مركز الوسط. لعب مع بوروسيا مونشنغلادباخ ونادي دويسبورغ.

## وصلات خارجية
- ماركوس هوسويلير على موقع قاعدة بيانات كرة القدم.إي يو (الإنجليزية)